# Eriocaulon oryzetorum
Eriocaulon oryzetorum är en gräsväxtart som beskrevs av Carl Friedrich Philipp von Martius. Eriocaulon oryzetorum ingår i släktet Eriocaulon och familjen Eriocaulaceae. Inga underarter finns listade i Catalogue of Life.